# Ornithophora radicans
Ornithophora radicans là một loài thực vật có hoa trong họ Lan. Loài này được (Rchb.f.) Garay & Pabst mô tả khoa học đầu tiên năm 1951.